# Тінна Кай
Ті́нна Кай (англ. Teanna Kai; нар. 25 березня 1978 року) — американська порноакторка та кінорежисерка.

## Нагороди
- 2001 Penthouse Penthouse Pet of the Month (жовтень)
- 2004 AVN Award за найкращу лесбійську сцену — Snakeskin (з Дрю Беррімор)